# La Alianza, Palenque
La Alianza är en ort i Mexiko.   Den ligger i kommunen Palenque och delstaten Chiapas, i den sydöstra delen av landet, 900 km öster om huvudstaden Mexico City. La Alianza ligger 136 meter över havet och antalet invånare är 150.
Terrängen runt La Alianza är varierad. Runt La Alianza är det glesbefolkat, med 16 invånare per kvadratkilometer. Närmaste större samhälle är Nuevo Ojo de Agua, 4,3 km söder om La Alianza. I omgivningarna runt La Alianza växer i huvudsak städsegrön lövskog.